# Botanical Society of the British Isles
La Botanical Society of the British Isles (BSBI) (ou Société botanique des îles Britanniques) est une société savante qui rassemble les personnes intéressées par l’étude de la flore du Royaume-Uni, d’Irlande et de l’Île de Man. Elle rassemble des professionnels comme des amateurs et est la plus grande société savante vouée à l'étude botanique des îles britanniques.
Cette société est fondée en 1836 sous le nom de Botanical Society of London. Elle réalise des atlas nationaux et par comtés, qui précisent la répartition des différentes espèces de plantes. 
Elle publie à partir de 1849 une revue, Watsonia. Journal & Proceedings of the Botanical Society of the British Isles, qui prend le nom de New Journal of Botany (en) et organise diverses conférences et cycle de formations. La BSBI est dirigée par un bureau de membres élus. 

## Publications
- Atlas of the British Flora, 2002
- The Vice-county Census Catalogue of the Vascular Plants of Great Britain, 2003
- BSBI Handbooks series :

1. Sedges. (3rd edition) 2007. A.C. Jermy, D.A. Simpson, M.J.Y. Foley & M.S. Porter
2. Umbellifers. 1980. T.G. Tutin
3. Docks and Knotweeds. 1981. J.E. Lousley & D.H. Kent
4. Willows and Poplars. 1984. R.D. Meikle
5. Charophytes. 1986. J.A. Moore
6. Crucifers. 1991. T.C.G. Rich
7. Roses. 1993. G.G. Graham & A.L. Primavesi
8. Pondweeds. 1995. C.D. Preston
9. Dandelions. 1997. A.A. Dudman & A.J. Richards
10. Sea Beans & Nickar Nuts. 2000. E.C. Nelson
11. Water-starworts of Europe. 2008. R.V. Lansdown
12. Fumitories. 2009. R.J. Murphy
13. Grasses. 2009. T. Cope & A. Gray
14. Whitebeams, Rowans and Service Trees. 2010. T.C.G. Rich, L. Houston, A. Robertson & M.C.F. Proctor.
15. British Northern Hawkweeds. 2011. T.C.G. Rich & W. Scott.